# Фернан Фаеррон
Фернан Фаеррон (ісп. Fernán Faerrón, нар. 22 серпня 2000, Картаго) — костариканський футболіст, захисник клубу «Ередіано» та національної збірної Коста-Рики. Виступав також за клуби «Сантос» (Гуапілес), «Гамаркамератене» та «Алахуеленсе».

## Клубна кар'єра
Фернан Фаеррон народився 2000 року в місті Картаго. Займався в юнацьких командах футбольних клубів «Картаго», «Сапрісса», «Дезампарадос» та ЛАСК (Лінц). У професійному футболі дебютував 2016 року виступами за команду «Белень», в якій грав з 2016 до 2017 року. У 2017 році футболіст перейшов до клубу «Дезампарадос», у складі якого грав до кінця 2018 року. Протягом 2019 року Фаеррон грав у складі клубу «Сантос» (Гуапілес). З 2020 до 2022 року футболіст грав у складі клубу «Алахуеленсе», а в другій половині 2022 року Фаеррон грав у складі норвезького клубу «Гамаркамератене». З 2023 року футболіст грає в складі костариканської команди «Ередіано». Станом на 20 листопада 2024 року відіграв за команду 59 матчів в національному чемпіонаті.

## Виступи за збірні
У 2015 році Фернан Фаеррон дебютував у складі юнацької збірної Коста-Рики, загалом на юнацькому рівні взяв участь у 5 іграх. Протягом 2018—2021 років Фаеррон залучався до складу молодіжної збірної Коста-Рики. На молодіжному рівні зіграв у 3 офіційних матчах.
У 2024 році Фернан Фаеррон дебютував у складі національної збірної Коста-Рики. У складі збірної був учасником розіграшу Кубка Америки 2024 року у США. Станом на листопад 2024 року зіграв у складі національної збірної 3 матчі, в яких забитими м'ячами не відзначився.